# Henry McLeish

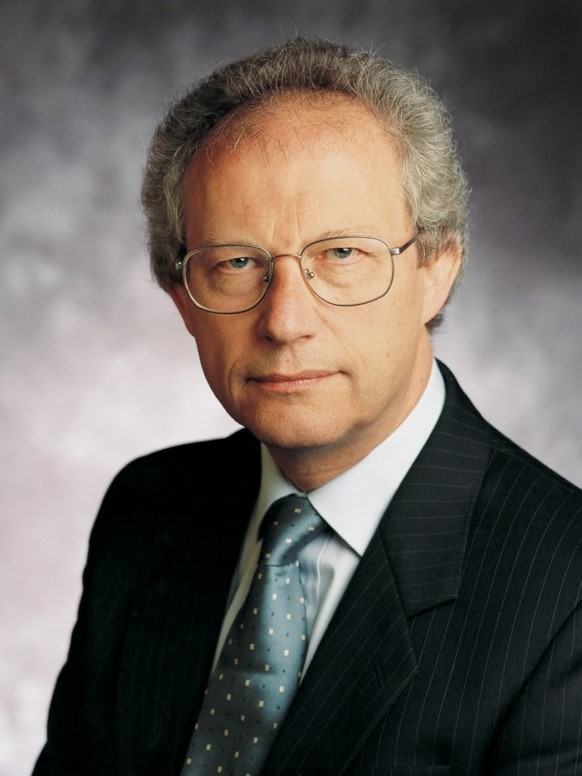
Henry McLeish

Henry McLeish (* 15. Juni 1948 in Methil) ist ein schottischer Politiker der Labour Party. Nach dem Tod von Donald Dewar war er von Ende des Jahres 2000 bis zum 8. November 2001 der zweite Erste Minister Schottlands. Sein Rücktritt war eine Folge der Officegate-Affäre.
Von 1987 bis 2001 war Henry McLeish Abgeordneter im House of Commons für den Wahlkreis Central Fife. Von 1999 bis 2001 war er Abgeordneter des schottischen Parlaments für den Wahlkreis Central Fife.

## Officegate-Affäre
Während seiner Zeit als Abgeordneter im House of Commons unterhielt Henry McLeish sein Wahlkreisbüro in Glenrothes, versäumte es aber dem House of Commons darüber Bericht zu erstatten und die Einnahmen in Höhe von £36,000 zurückzuerstatten.
Das Thema wurde von der Scottish Conservative and Unionist Party im April 2001 ins schottische Parlament getragen. Zu dieser Zeit zahlte er das Geld zurück, blieb aber unter Druck. Vor allem die Scottish National Party zweifelte an seiner Integrität und forderte seinen Rücktritt. Er kämpfte gegen die Rücktrittsforderungen mit dem Argument an, seine Verfehlung sei ein Versehen und kein Vorsatz gewesen. Am 8. November 2001 gab er dem Druck nach und trat zurück. Sein Nachfolger wurde Jack McConnell.

## Werke
- Global Scots – Voices From Afar (zusammen mit dem schottischen Justizminister Kenny MacAskill)